# EuroBrun Racing
EuroBrun war ein italienischer Formel-1-Rennstall aus den frühen Jahren der sogenannten neuen Saugmotorära. Er ging aus einer Verbindung des italienischen Teams Euroracing und des Schweizer Rennstalls Brun Motorsport hervor. EuroBrun meldete sich von 1988 bis 1990 zu 46 Großen Preisen. Bei 14 Veranstaltungen gingen Wagen des Teams an den Start, in den übrigen Fällen verpassten die Fahrer die Qualifikation oder die Vorqualifikation. In drei Jahren erreichte EuroBrun nur acht Zielankünfte, ohne dabei Weltmeisterschaftspunkte einzufahren. Mit dieser Statistik gehört EuroBrun zu den Teams mit den geringsten Erfolgen in der jüngeren Formel-1-Geschichte.

## Die Ursprünge

### Die Gründer

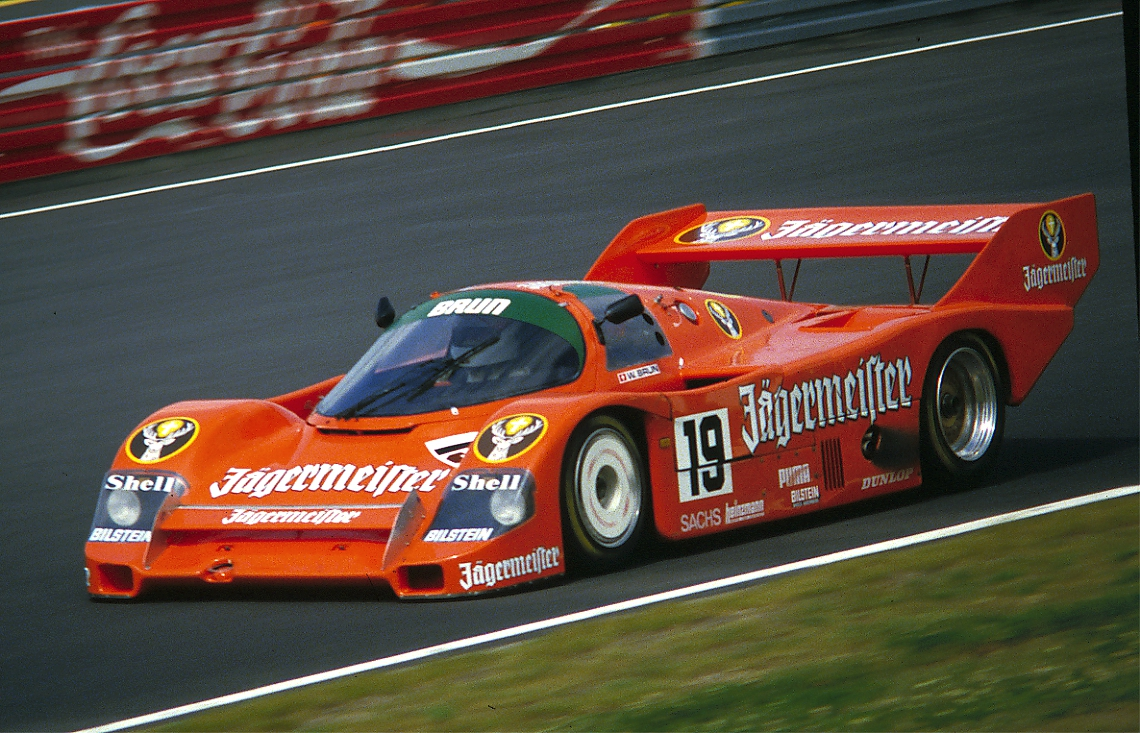
Teamgründer mit eigener Rennerfahrung: Walter Brun im Porsche 956

EuroBrun wurde Ende 1987 von dem Italiener Giampaolo Pavanello und dem Schweizer Walter Brun gegründet. Beide waren im Motorsport bereits bekannt.
Gianpaolo Pavanello betrieb seit den 1970er-Jahren den Rennstall Euroracing, der anfangs in der italienischen Formel 3 aktiv war und später mit Michele Alboreto (1980), Mauro Baldi (1981) und Oscar Larrauri (1982) die europäische Formel-3-Meisterschaft gewann. Zwischen 1983 und 1985 organisierte Euroracing das Formel-1-Engagement des italienischen Automobilherstellers Alfa Romeo, blieb dabei aber, anders als in der Formel 3, erfolglos. Als Alfa Romeo Ende 1985 die Formel 1 aufgab, kehrte Euroracing zunächst in die Formel 3 zurück und bestritt 1987 ein Jahr in der Formel 3000.
Der andere Gründer von EuroBrun, der Schweizer Unternehmer Walter Brun, hatte in den 1970er-Jahren Geschäfte mit dem Aufstellen von Glücksspielautomaten gemacht. Das trug ihm in der Rennsportszene den Spitznamen „Flipperkönig“ ein. Brun war ein passionierter Rennfahrer und unterhielt seit 1983 den in der Schweiz ansässigen Rennstall Brun Motorsport, mit dem er an Sportwagen- und Langstreckenrennen teilnahm. Bei Brun Motorsport lagen Triumph und Tragödie eng beieinander: 1985 verunglückte der deutsche Rennfahrer Stefan Bellof in Spa-Francorchamps in einem Brun-Porsche tödlich. Ein Jahr später setzte sich Bruns Privatteam gegen die Werksteams von Jaguar und Porsche durch und gewann die Sportwagen-Weltmeisterschaft.

### Die Gründung von EuroBrun
Nach dem Titelgewinn in der Sportwagenmeisterschaft drängten Bruns bisherige Sponsoren – unter ihnen der deutsche Likörhersteller Mast-Jägermeister – zum Einstieg in die Formel 1. Brun sah in diesem Schritt eine neue Herausforderung, erkannte aber, dass seine Werkstatt in Stans nicht in der Lage war, ein eigenes Formel-1-Chassis zu entwickeln. Auf der Suche nach einem externen Chassishersteller nahm Brun im Frühjahr 1987 Kontakte zu Reynard auf, die allerdings aus Kapazitätsgründen nicht zum Erfolg führten: Reynard hatte bislang nur Formel-3-Chassis produziert und plante für 1988 die Ausweitung in die Formel 3000. Daneben konnte Reynard die zusätzliche Konstruktion eines Formel-1-Chassis 1987 nicht leisten.
Im Juli 1987 ergab sich stattdessen eine Verbindung Bruns zum Euroracing-Team, das nach zwei Jahren in kleineren Klassen an einem Wiedereinstieg in die Formel 1 interessiert war. Den Kontakt zwischen Brun und Pavanello stellte der argentinische Rennfahrer Oscar Larrauri her, der seinerseits ein Cockpit in der Formel 1 suchte. Larrauri kannte beide Teamchefs: 1982 war er für Pavanello in der Formel 3 aktiv gewesen, und 1987 fuhr er für Brun Sportwagenrennen.
Im September 1987 gründeten Brun und Pavanello den Rennstall EuroBrun Racing, in dem das bisherige Euroracing-Team aufging. Brun und Pavanello hielten jeweils 50 Prozent der Anteile. Sitz des Rennstalls war die Euroracing-Werkstatt in Senago bei Mailand. Pavanello war für die technische Seite des Teams zuständig, während Brun der kaufmännische Leiter war.
Die Zeit für den Einstieg in die Formel 1 schien aus Bruns und Pavanellos Sicht günstig zu sein. Die Formel-1-Saison 1988 war das letzte Jahr, in dem aufwendige Turbotriebwerke zugelassen waren; ab 1989 mussten alle Teams mit herkömmlichen Saugmotoren antreten. Diese Regeländerung ließ erwarten, dass die Formel 1 wieder wie vor der Turbo-Ära mit geringeren Finanzmitteln zu betreiben wäre. Allerdings wuchs zugleich die Konkurrenz: Im Hinblick auf die erhoffte Kostensenkung schrieben sich nach Bekanntwerden der Regeländerung neben EuroBrun noch zahlreiche Teams neu in die Formel 1 ein. Zu ihnen gehörten AGS (1986), Coloni und March (beide 1987), Rial und BMS Scuderia Italia (beide 1988).
Walter Brun äußerte vor den ersten Rennen hohe Erwartungen: Im März 1988 erklärte er, EuroBrun solle innerhalb von drei Jahren zu den fünf besten Teams der Formel 1 gehören; anderenfalls werde er Ende 1990 den Betrieb einstellen. Kritik an seinem Partner Euroracing ließ er nicht gelten: Angesprochen auf die geringen Erfolge des Teams in den Jahren 1983 bis 1985 erklärte er:
„Die größten Chaoten waren damals doch die Alfa-Leute – und nicht der Pavanello.“

## Geschichte des Formel-1-Engagements
EuroBrun engagierte sich drei Jahre lang in der Formel 1. In der ersten Saison konnte das Team seine eigenen Erwartungen nicht erfüllen. Die Schwierigkeiten im Rennbetrieb waren kaum zu überwinden. Gleichwohl war die erste Saison insgesamt die erfolgreichste; immerhin gelangen den Fahrern in diesem Jahr sieben Zielankünfte. Walter Brun sah die Ursache für die unbefriedigenden Ergebnisse in erster Linie bei Euroracing. Hatte Brun im März 1988 noch erklärt, die Zusammenarbeit mit Pavanello sei „großartig“, so hielt er die Entscheidung für eine Verbindung mit Euroracing sechs Monate später bereits für seinen „größten Fehler“. In den Wintermonaten 1988/89 versuchte Brun daraufhin, das Team umzustrukturieren und eine Trennung von Euroracing durchzusetzen. Seine Bemühungen scheiterten allerdings, und die Allianz mit Euroracing blieb auch in den folgenden zwei Jahren bestehen. Die sportliche Lage änderte sich 1989 und 1990 nicht. In seinem zweiten Jahr konnte sich EuroBrun nicht einmal für ein einziges Rennen qualifizieren. Damit war es das Team mit dem geringsten Erfolg in der Formel-1-Saison 1989. Im dritten Jahr war die Lage nicht wesentlich besser. Zwei Rennteilnahmen und eine Zieldurchfahrt ergaben sich zu Beginn der Saison; danach folgte eine Reihe von Nichtqualifikationen, die zum vorzeitigen Ende des Rennstalls führte.

### 1988: Schwierigkeiten in der Debütsaison

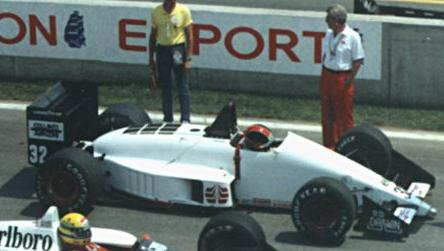
Oscar Larrauri im EuroBrun ER188 beim Großen Preis von Kanada 1988

#### Ausgangslage
Als Einsatzfahrzeug für 1988 meldete das Team den EuroBrun ER188, einen konservativ gestalteten Rennwagen, der von den Euroracing-Technikern Bruno Zava und Mario Tollentino konstruiert worden war. Viele Beobachter hielten das groß dimensionierte Auto für veraltet; ehemalige Alfa-Romeo-Piloten wie Eddie Cheever waren sogar der Ansicht, der ER188 sei lediglich eine überarbeitete Version des Alfa Romeo 184T, den Euroracing 1984 und 1985 in der Formel 1 eingesetzt hatte. Auch diese Wagen hatten Zava und Tollentino entwickelt. Als Antrieb diente 1988 ein Achtzylinder-Saugmotor von Cosworth, den Heini Mader Racing Components in der Schweiz vorbereitete.
Brun und Pavanello planten zunächst, lediglich ein Auto für Larrauri zu melden. Im Januar 1988 ergab sich allerdings die Möglichkeit, neben dem Argentinier auch den jungen Italiener Stefano Modena zu verpflichten, den Brun laut Motorsport aktuell für „das größte Nachwuchstalent“ bzw. den „kommenden Mann“ hielt. Brun erklärte hierzu, dass „ein richtiges Formel-1-Team nun mal zwei Autos am Start hat“. Ein weiterer Vorzug Modenas lag in dem Umstand, dass er dem Team finanzielle Unterstützung von Philip Morris International erschloss, die den Einsatz eines Zweiwagenteams erst möglich machte.
Als neu gegründetes Team unterlag EuroBrun mit beiden Fahrern der Vorqualifikation, der sich auch Coloni, BMS und Rial Racing stellen mussten. Das jeweils langsamste Auto dieser Teams war von der Teilnahme am eigentlichen Qualifikationstraining ausgeschlossen.

#### Die Rennen
In der ersten Saisonhälfte bereiteten EuroBrun weder die Vorqualifikation noch die Qualifikation selbst Probleme. Beide Fahrer überstanden regelmäßig die Vorqualifikation, und Oscar Larrauri scheiterte nur zweimal an der Qualifikation. Stefano Modenas Zeiten waren durchgängig ausreichend, um am Rennen teilzunehmen. Sein bestes Qualifikationsergebnis war der 15. Startplatz beim Großen Preis von Kanada, wo er beide Tyrrell hinter sich lassen konnte. Auch beim Großen Preis von Monaco und dem folgenden Großen Preis von Mexiko wäre eine Rennteilnahme mit Blick auf die Trainingszeiten möglich gewesen, allerdings wurde Modena in beiden Fällen wegen Regelverstößen disqualifiziert: In Monte Carlo ließ Modena das vorgeschriebene Wiegen aus, und in Mexiko wurde ein regelwidriger Heckflügel verwendet.
Die erste Zielankunft eines EuroBrun erreichte Stefano Modena beim zweiten Saisonrennen, dem Großen Preis von San Marino. Allerdings war er achtmal überrundet worden und hatte nicht die erforderliche Renndistanz zurückgelegt, sodass er nicht gewertet wurde. Das erste zählbare Ergebnis fuhr Oscar Larrauri beim Großen Preis von Mexiko ein, als er, nachdem er vom letzten Platz gestartet war, als Dreizehnter mit vier Runden Rückstand ins Ziel kam. Danach erreichte Modena in Kanada, Frankreich, Großbritannien und Ungarn Zielankünfte, blieb aber jeweils deutlich außerhalb der Punkteränge.
Im Sommer 1988 verschlechterte sich die Lage deutlich. Zwischen dem Großen Preis von Ungarn und Japan verpasste Larrauri sechsmal in Folge die Qualifikation, und Modena konnte sich weder in Belgien noch in Italien, Portugal oder Japan qualifizieren. Erst beim letzten Rennen der Saison in Australien gelang beiden Fahrern noch einmal die Qualifikation. Allerdings fielen sie im Rennen jeweils mit defekter Halbwelle aus.
Im Laufe der zweiten Saisonhälfte erwies sich das Handling des ER188 als zunehmend problematisch. In Monza etwa, einer ausgesprochenen Hochgeschwindigkeitsstrecke, musste EuroBrun als einziges Team mit steilen Heckflügeln fahren; dennoch bauten die Autos nach Aussage der Fahrer keinen Grip auf. Hinzu kamen Fehler in der Organisation. Beim Großen Preis von Belgien etwa lieferte Mader für die Qualifikation besondere Motoren, die eine Zusatzleistung von 20 PS aufwiesen. Pavanello entschied sich dafür, diese Triebwerke nicht im Qualifikationstraining einzusetzen, sondern sie für den Renneinsatz aufzuheben. Dazu kam es nicht: Mit den regulären Triebwerken verfehlten beide Fahrer die Qualifikation bzw. Vorqualifikation.

#### Problemanalyse
Walter Brun machte zunächst Oscar Larrauri für die mangelnden sportlichen Leistungen verantwortlich. Er hielt Larrauri, der in den vergangenen Jahren vor allem Sportwagen gefahren hatte, für „überfordert“ und versuchte ab Mai 1988, ihn durch Christian Danner zu ersetzen. Die Überlegungen gediehen so weit, dass Danner im Juni 1988 eine Sitzprobe im ER188 durchführte. Dabei stellte sich heraus, dass der groß gewachsene Münchner keinen Platz im Cockpit des EuroBrun fand. Da EuroBrun kein Geld für eine Anpassung des Cockpits hatte, behielt Larrauri das zweite Auto bis zum Saisonende.
Als wenig später auch Modena, den Brun für den deutlich besseren Fahrer hielt, zunehmend Schwierigkeiten mit der Vorqualifikation bekam, geriet die Arbeit von Pavanello und Euroracing in die Kritik. Brun warf dem Team ab Sommer 1988 wiederholt mangelnde Professionalität vor.
Objektiv war neben dem veralteten ER188 die lückenhafte Finanzierung das größte Problem des Teams. Walter Brun konnte seine Absicht, den Rennstall durch Sponsorgelder zu finanzieren, nicht durchgängig umsetzen. Entgegen seiner anfänglichen Erwartung ließen sich nur wenige Sponsoren mit dem Team ein, sodass Brun die Werbeflächen von Rennen zu Rennen an wechselnde Partner vermieten musste. Auch dies gelang ihm nur unregelmäßig. Das Team wurde daher während der Saison 1988 im Wesentlichen von Walter Brun selbst am Leben gehalten, der monatlich 300.000 Schweizer Franken an Pavanello zahlte. Weitere Einnahmen von Sponsoren gab es – abgesehen von den Zahlungen Marlboros – kaum. Dadurch war das Team nur selten in der Lage, Entwicklungsarbeiten oder Testfahren durchzuführen, sodass EuroBrun im Vergleich zu manchen Konkurrenzteams, die auch im laufenden Jahr noch Verbesserungen brachten, ins Hintertreffen geriet.

#### Versuche der Umstrukturierung
Im Herbst 1988 war die Verbindung zwischen Brun und Pavanello beschädigt. Gianpaolo Pavanello war bereit, Bruns Anteile am gemeinsamen Rennstall zu übernehmen und das Team ab 1989 unter eigener Führung und mit der Bezeichnung Euroracing an den Start zu bringen. Dies hätte für Walter Brun allerdings im Hinblick auf die Saison einen Verlust seiner Startplätze bedeutet. Brun erwog daraufhin, ein anderes, bereits in der Formel 1 engagiertes Team zu übernehmen. Im September 1988 kam es diesbezüglich mit Hazel Chapman, der Witwe von Colin Chapman, zu Gesprächen über die Übernahme des traditionsreichen, aber in finanzielle Schwierigkeiten geratenen Team Lotus durch Walter Brun. Die Verhandlungen scheiterten nach wenigen Wochen. Walter Brun gab als Begründung an, er sei nicht bereit gewesen, den auf 6 Millionen US-Dollar dotierten Fahrervertrag mit Nelson Piquet zu übernehmen. Bruns Bemühungen, Lotus zu übernehmen, wurden in der Formel 1 zumeist mit Unverständnis oder Spott kommentiert.
Im November 1988 erklärte Walter Brun sodann, er habe „zusammen mit einigen Geschäftsfreunden“ das traditionsreiche Team Brabham übernommen, das 1988 ein Sabbatjahr eingelegt und sich für die Weltmeisterschaft 1989 erneut eingeschrieben hatte. Zwischen November 1988 und Januar 1989 trat Walter Brun daraufhin sowohl als Teamchef von EuroBrun als auch von Brabham auf. Auf Pressefotos ließ er die Brabham-Piloten Stefano Modena und Martin Brundle neben dem 1989er EuroBrun-Fahrer Gregor Foitek gemeinsam mit einem ER188 abbilden. Im Januar 1989 wurde allerdings klargestellt, dass nicht Brun selbst das Team gekauft hatte, sondern ein Luzerner Geschäftsmann namens Joachim Lüthi. Daneben war auch der australische Golf-Profi Greg Norman an dem Geschäft beteiligt. Brun hingegen hatte lediglich als Strohmann gehandelt. Zur Begründung gab Brun an, dass er durch eine Verbindung zu Brabham Zugriff auf die technischen Ressourcen des britischen Traditionsteams habe bekommen wollen, um so seine eigenen Autos konkurrenzfähiger zu machen. Zu einem bestimmten Zeitpunkt sei auch darüber nachgedacht worden, Brabham und Eurobrun mit identischen Autos antreten zu lassen. Dies allerdings war durch das Reglement in der Formel 1 ausdrücklich untersagt. Im Januar 1989 kam es daraufhin zu einer offiziellen Trennung von Brabham und EuroBrun. Lüthi betrieb 1989 das britische Team, während Brun gemeinsam mit Pavanello in die zweite Saison ging.

### 1989: Kein einziges Rennen für EuroBrun

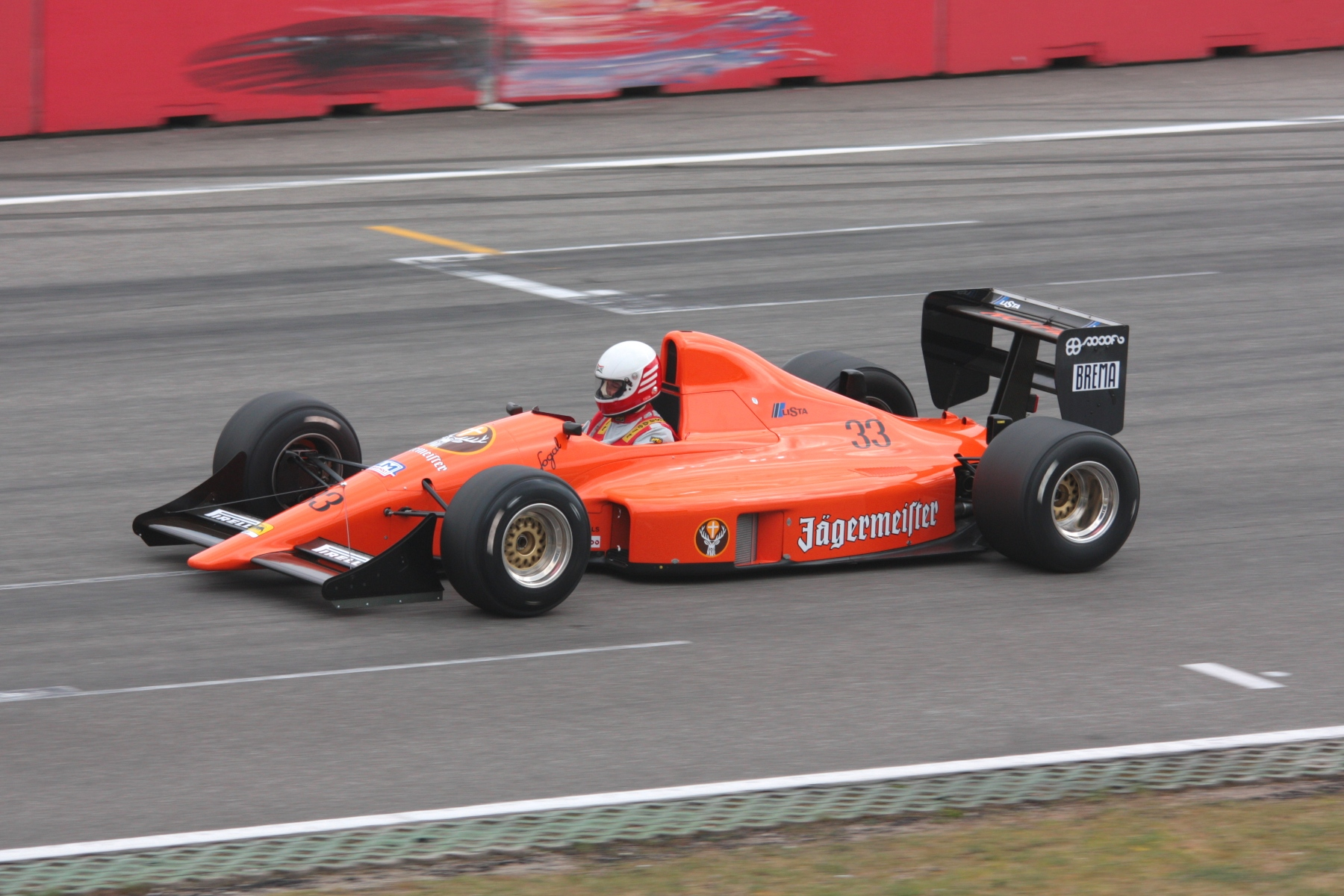
Eurobrun ER189 beim Hockenheim Historic 2011

#### Ausgangslage
1989 versuchte Brun, den italienischen Einfluss auf das Team zu reduzieren. Zwar blieb der operative Sitz des Rennstalls in Senago, doch bezüglich neuer technischer Entwicklungen gab Walter Brun künftig britischem Know-how den Vorzug. Zu diesem Zweck gründete er in Basingstoke ein Technikbüro namens Brun Technics. Hier arbeiteten zunächst Wiet Huitekoper und Tim Feast, die beide bereits 1985 an dem gescheiterten Schweizer Formel-1-Projekt Ekström Racing beteiligt gewesen waren; ab Februar 1989 übernahm George Ryton die Leitung der Operation. Ryton und seine Mitarbeiter mussten zwei Aufgaben erfüllen: Zum einen sollten sie Bruns neuen Formel-1-Wagen entwickeln; daneben arbeiteten sie an dem Sportwagenprojekt von Brun Motorsport, das für Walter Brun mit fortschreitender Saison wichtiger war als die Monopostorennen.
EuroBrun trat in der Formel-1-Saison 1989 als einziges Team mit nur einem Auto an. Zwar forderte die FISA mit Beginn der neuen Saison von jedem Team den Einsatz zweier Autos; Walter Brun berief sich aber mit Erfolg auf das Concorde Agreement, das alternativ den Betrieb nur eines Autos ausdrücklich zuließ. Viele Beobachter sehen in Bruns Beschränkung auf ein Auto ein Indiz für die schwierige finanzielle Lage des Teams. Einziger Fahrer des Teams war zu Saisonbeginn der Schweizer Gregor Foitek, dessen Vater Karl den Rennstall mit regelmäßigen Zahlungen bis zum Sommer 1989 unterstützte. Nach dem Großen Preis von Belgien wurde Foitek durch Oscar Larrauri ersetzt. Während die deutschsprachige Presse üblicherweise davon ausgeht, dass Foitek angesichts der Erfolglosigkeit des Teams selbst gekündigt hatte, findet sich in anderen Quellen die Darstellung, Foitek sei von Brun wegen Überforderung zum Rücktritt veranlasst worden. Dies erscheint insoweit zweifelhaft, als Brun als Ersatzfahrer auf Larrauri zurückgreifen musste, den er im Vorjahr selbst wegen Erfolglosigkeit ersetzen wollte.
Wegen des späten Beginns der Arbeiten bei Brun Technics konnte das Team für die ersten Rennen des Jahres 1989 noch nicht über ein neues Auto verfügen. EuroBrun setzte daraufhin zunächst eine überarbeitete Version des Vorjahresfahrzeugs ein, die die Bezeichnung EuroBrun ER188B erhielt. Der Wagen entsprach konzeptionell dem 1988 aufgebauten ER188, hatte aber anstelle des bisherigen Cosworth-Triebwerks einen Achtzylinder-Saugmotor von Judd, einen revidierten Vorjahresmotor, der 1988 bei Williams verwendet worden war.
Der neue, von George Ryton entworfene EuroBrun ER189 debütierte erst zum Großen Preis von Deutschland. Zwar hatten neben EuroBrun auch einige andere Teams die Saison 1989 mit Vorjahresmodellen begonnen; kein anderes Team aber brauchte für die Komplettierung eines aktuellen Autos so lange wie EuroBrun. Der ER189, der bei seinem Debüt die orangefarbene Lackierung des neuen Sponsors Jägermeister trug, war anfänglich noch nicht ausgereift. Das Fahrverhalten war problematisch bis „katastrophal“, der Wagen reagierte kaum auf Abstimmungsversuche. Als sich der ER189 in seiner ursprünglichen Form nach zwei Großen Preisen als nicht renntauglich erwies, zog Brun das Auto vorläufig zurück, um Modifikationen vornehmen zu lassen, zu denen die Installation der Hinterachse des alten Autos gehörte. Beim Großen Preis von Belgien meldete das Team daher noch einmal den ER188B.

#### Die Rennen
Gegenüber der Saison 1988 verschlechterte sich die Lage des Teams 1989 nochmals. Insgesamt nahm EuroBrun an keinem einzigen Rennen des Jahres teil. Seine vergleichsweise beste Leistung erreichte Foitek noch mit dem alten EuroBrun ER188B im Auftaktrennen der Saison, dem Großen Preis von Brasilien. Hier konnte er sich (zum einzigen Mal im gesamten Jahr) vorqualifizieren. Beim anschließenden Zeittraining am Freitag war er 24. und damit im Bereich der Qualifikation, beim zweiten Zeittraining am Samstag allerdings, als die meisten Fahrer ihre Zeiten verbesserten, fiel Foitek ab. Seine beste Rundenzeit reichte in der Gesamtwertung nur für den 29. Platz. So weit kam Foitek bei EuroBrun danach nicht wieder. Bei den zehn folgenden Veranstaltungen scheiterte er jeweils regelmäßig an der Vorqualifikation. Die mangelnde Konkurrenzfähigkeit des Teams ist insoweit außergewöhnlich, als zahlreiche andere Pirelli-Teams trotz ebenfalls eingeschränkter Budgets gelegentlich Qualifikationszeiten erreichten, die für einen Startplatz im Mittelfeld reichten.
Neben der veralteten Substanz und Foiteks mangelnder Erfahrung waren auch die teils widersprüchlichen Handlungen des Personals ursächlich für den Misserfolg. Foitek berichtete, dass Pavanello, Huitekoper und Ryton an der Rennstrecke wiederholt gegenläufige Anweisungen gaben. Die Qualifikationszeiten verbesserten sich nicht, als Larrauri für die letzten Weltmeisterschaftsläufe des Jahres das Steuer des ER189 übernahm. Auch er scheiterte regelmäßig an der Vorqualifikation. Vor den Überseerennen in Japan und Australien zog sich der Sponsor Jägermeister zurück; die ER189 waren bei diesen Veranstaltungen schwarz lackiert.

### 1990: Ungesicherte Finanzen

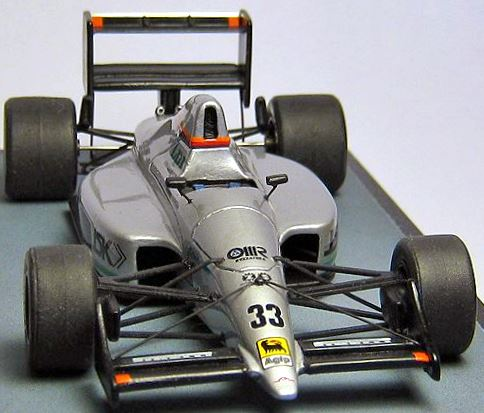
EuroBrun ER 189B

Bei den letzten Rennen des Jahres 1989 war der weitere Bestand des Teams fraglich. Von Walter Brun gab es zu dieser Frage widersprüchliche Einlassungen. Zunächst hieß es, EuroBrun werde 1990 nicht mehr an der Formel 1 teilnehmen; im November 1989 dagegen hielt er eine Fortsetzung des Rennbetriebs für möglich. In der letzten Novemberwoche schließlich bestätigte Brun das weitere Formel-1-Engagement; er habe einen Sponsor gefunden, der eine technische Aufrüstung des Teams möglich mache. Brun bestellte daraufhin einen exklusiven Zwölfzylindermotor und gab die Entwicklung eines neuen Autos in Auftrag. Die Verhandlungen mit dem potentiellen Sponsor scheiterten allerdings im Frühjahr 1990, sodass sich weder ein neues Auto noch ein neuer Motor realisieren ließen. Das Team setzte die Saison 1990 daraufhin mit altem Material und ohne Ambitionen fort. Die Ergebnisse waren nur geringfügig besser als in der vorangegangenen Saison.

#### Arabische Sponsoren und ein österreichischer Motor
Im November 1989 kündigte Walter Brun an, er habe einen Geldgeber aus den Vereinigten Arabischen Emiraten gefunden, der bereit sei, 1990 und 1991 insgesamt 45 Millionen Schweizer Franken in sein Team zu investieren. Mit diesen Mitteln sei es ihm möglich, den 1988 in Österreich konstruierten Neotech-V12-Motor zu erwerben und in der Formel 1 einzusetzen.
Der sogenannte Neotech-Motor war zwischen 1988 und 1989 in Eisenerz entwickelt worden. Einige Pressemitteilungen berichteten, dass hinter dem Projekt ein österreichisches Unternehmen namens Villas-Styria gestanden habe, das Windräder hergestellt habe und durch den Bau eines Formel-1-Motors die eigene technische Stärke habe demonstrieren wollen. In technischer Hinsicht waren Rolf Peter Marlow, ein ehemaliger BMW-Ingenieur, sowie Harald und Manfred Pehr für das Motorenprojekt verantwortlich, der Journalist Dieter Stappert war jedenfalls bezüglich der Promotionsarbeit beteiligt. Der Zwölfzylindermotor wies einen Zylinderwinkel von 70 Grad auf. Als Höchstleistung wurden 650 PS bei 14.400 Umdrehungen pro Minute angegeben. Ein Merkmal, das ihn gegenüber den anderen Formel-1-Triebwerken heraushob, war die Kraftübertragung über Mittelabtrieb. Sie bewirkte eine geringe Bauhöhe: Der Zwölfzylindermotor war „deutlich niedriger“ und zudem 4 cm kürzer als ein Cosworth-Achtzylinder. Insgesamt war das Triebwerk mit 137 kg vergleichsweise leicht. Drei Triebwerke wurden aufgebaut; eines wurde im Herbst 1989 bei AVL in Graz auf dem Prüfstand einem Dauertest mit sechs Stunden Betrieb unterzogen. Walter Brun schloss im November 1989 mit Villas-Styria einen Vertrag über den exklusiven Bezug dieses Triebwerks ab 1990; das Abkommen war auf die Lieferung von 20 Motoren ausgerichtet. Zugleich beauftragte er George Ryton mit der Konstruktion eines neuen, auf den österreichischen Motor zugeschnittenen Autos, das die Bezeichnung EuroBrun ER190 erhalten sollte.
Das Geschäft mit dem arabischen Sponsor kam letztlich nicht zustande. Weder 1989 noch 1990 erhielt EuroBrun Geld aus den Vereinigten Arabischen Emiraten. Brun musste daraufhin im April 1990 den Bezug von Neotech-Motoren stornieren und die Entwicklung eines neuen Autos aufgeben. Der Neotech-Motor wurde im März 1990 einmalig zu Demonstrationszwecken in einen Porsche von Brun Motorsport eingebaut; eine weitere Verwendung im Motorsport gab es nicht.
Es ist unklar, ob Brun tatsächlich ernsthafte geschäftliche Verbindungen in den arabischen Raum hatte oder ob der „arabische Prinz“, der an die Geschichte des Teams von Frank Williams erinnerte, lediglich eine Erfindung war, die das finanzielle Not leidende Team für andere Sponsoren interessant machen sollte. Walter Brun behauptete noch im Jahr 2012 in einem Interview, dass arabische Sponsoren wirklich Interesse an einem Einstieg in sein Formel-1-Team gezeigt hätten; letztlich seien sie aber vor der Höhe der zu erwartenden Investitionen zurückgeschreckt. Namen möglicherweise beteiligter Personen nannte er allerdings nicht.

#### Ausgangslage
EuroBrun bestritt die Saison 1990 mit weitgehend unverändert aus dem Vorjahr übernommenem Material. Was Walter Brun anfänglich als Notlösung bezeichnet hatte, die nur so lange Bestand haben sollte, bis die Mittel der arabischen Sponsoren zweckgerecht verwendet werden könnten, wurde später, als Brun das Scheitern seines arabischen Traums eingestehen musste, zur Dauerlösung, die bis zum Ende der Saison 1990 anhielt.
Einsatzfahrzeug war in der Saison 1990 der EuroBrun ER189B. Das erste Exemplar des ER189B war identisch mit dem im Sommer 1989 aufgebauten ER189; ein zweites Exemplar, das im Januar und Februar 1990 hergestellt wurde, entsprach diesem Modell weitestgehend. Im Laufe des Jahres gab es nur wenige Veränderungen, und wenn es sie gab, machten sie das Auto nicht schneller. So wurde im Frühjahr 1990 einer der ER189B auf einen einzelnen Stoßdämpfer umgerüstet. Das Auto war langsamer als der zweite ER189B, der die doppelten Stoßdämpfer der 1989er Konfiguration behalten hatte.
EuroBrun meldete zur Saison 1990 – anders als im Vorjahr und anders als die meisten kleinen Teams in dieser Saison – zwei Fahrer. Ein Fahrzeug erhielt der Brasilianer Roberto Moreno, das zweite ging an den Italiener Claudio Langes. Langes war für EuroBrun in der Saison 1990 von zentraler Bedeutung. Walter Brun hatte sich für ihn allein wegen seiner Sponsorgelder entschieden. Tatsächlich waren es die von Langes beigebrachten Sponsorgelder, die dem Team nach dem Scheitern der arabischen Verbindungen einen Start in die Saison 1990 ermöglichten. Später hielten seine Zahlungen das Team finanziell am Leben. Ein Rennbetrieb allein mit Moreno, der seit Längerem über einen verbindlichen Vertrag verfügte, wäre dagegen nicht möglich gewesen, da Moreno nicht in hinreichendem Maße Sponsorgelder mitbrachte.
Obwohl Langes für die Existenz des Teams von zentraler Bedeutung war, wurde ihm im Team wenig Beachtung geschenkt. EuroBrun meldete zwar regelmäßig beide Autos, in Wirklichkeit war es aber ein Ein-Fahrer-Team: Nahezu alle Mittel flossen in Morenos Auto, das so gut wie möglich für die Vorqualifikationen vorbereitet wurde. Langes hingegen bekam regelmäßig das schlechtere der beiden Autos – ab Sommer 1990 war dies der Wagen mit der untauglichen Monoshock-Dämpfung –, und er musste sein Auto als Ersatzwagen für Moreno bereithalten, falls an dessen Auto während des Trainings etwas kaputtging. Wiederholt wurden während der Vorqualifikation technische Komponenten von Langes’ Auto abmontiert und an Morenos Wagen angebaut. Beim Großen Preis von Deutschland betraf dies beispielsweise die Motorabdeckung, die Moreno während eines Drehers in der Vorqualifikation verloren hatte. Insgesamt ähnelte Langes’ Situation der von Perry McCarthy bei Andrea Moda in der Saison 1992. Walter Brun versuchte ab Sommer 1990, Langes durch Marco Greco oder Allen Berg zu ersetzen; Langes gelang es jedoch, sich durch neue Geldgeber bis zum Ende des Jahres im Team zu halten.

#### Die Rennen

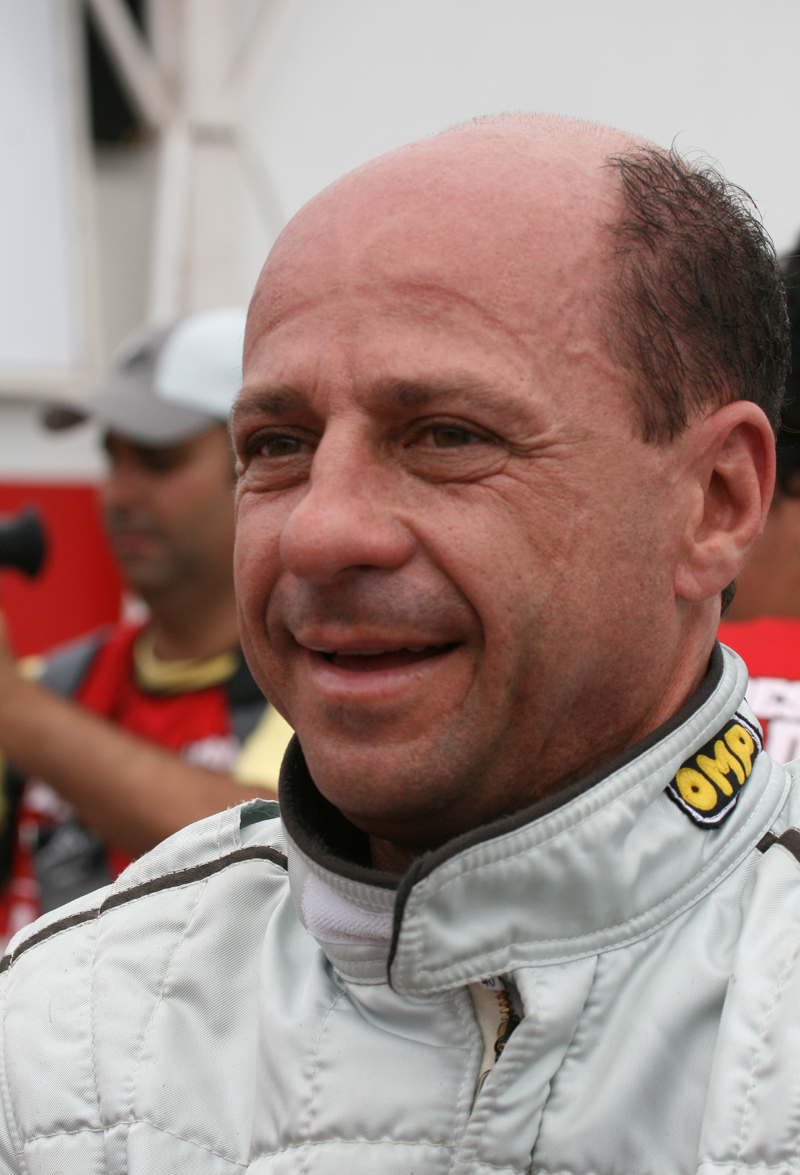
Erreichte die letzte Zielankunft eines EuroBrun in der Formel 1: Roberto Moreno

In sportlicher Hinsicht setzte EuroBrun die erfolglose Entwicklung des Vorjahres fort. Lediglich zweimal gab es Grund zur Hoffnung. Beim Großen Preis der USA in Phoenix, jenem denkwürdigen Auftaktrennen der Saison 1990, bei dem ein Minardi auf dem zweiten und ein Osella auf dem achten Startplatz stand, qualifizierte sich Moreno überraschend als Sechzehnter und kam als Dreizehnter ins Ziel. Einen weiteren Start gab es beim Großen Preis von San Marino in Imola. Hier qualifizierte sich Moreno als 23., allerdings explodierte bereits in der ersten Rennrunde das Triebwerk. Es war die letzte Teilnahme eines EuroBrun an einem Formel-1-Weltmeisterschaftslauf. Beim Großen Preis von Mexiko überstand Moreno noch einmal die Vorqualifikation und erreichte im Qualifikationstraining eine Zeit, die ausreichend war, um den Startplatz 25 einzunehmen. Da er aber im Qualifying von der Piste abkam und sich unerlaubt von den Streckenposten anschieben ließ, wurde er wegen Inanspruchnahme fremder Hilfe disqualifiziert. Danach reihte sich eine verpasste Vorqualifikation an die nächste.
Claudio Langes gelang es bei keinem einzigen Versuch, sich vorzuqualifizieren. Mehrfach erhielt er vom Team keine ernsthafte Gelegenheit hierzu, weil er nur eine oder zwei Runden fahren durfte oder die Anweisung erhielt, langsam zu fahren, um Auto, Motor oder Reifen zu schonen. Dadurch war Langes mehrfach deutlich langsamer als Bertrand Gachot im Coloni C3B, der – abgesehen vom Life L190 – das schlechteste Auto der Saison war und zumeist als „rennuntauglich“ beschrieben wurde. Langes blieb bis zum Oktober 1990 bei EuroBrun, zerstörte damit aber seinen Ruf: Nach dem Einsatz bei EuroBrun zeigte kein anderes Team mehr Interesse an ihm. Damit hält Langes einen traurigen Rekord: Mit 14 gescheiterten Vorqualifikationen bei insgesamt 14 Versuchen ist er als der erfolgloseste Fahrer der Formel 1 in die Geschichte eingegangen.
Die schwachen Leistungen des Teams waren im Wesentlichen auf das Auto zurückzuführen, das Mitte der Saison einen Zustand erreicht hatte, den der Brasilianer als „unfahrbar“ beschrieb. Das Team führte mit einer Ausnahme, die allein „die Sponsoren bei Laune halten sollte“ (Moreno), keinerlei Testfahrten durch. Es gab ab Juni 1990 keine zielgerichtete Arbeit mehr, und das Team verstand das Auto nicht; die Abstimmung wurde nur noch improvisiert. Mit zunehmender Erfolglosigkeit kam beim Personal ein Mangel an Motivation hinzu, der im Spätsommer 1990 von Desinteresse abgelöst wurde.
Walter Brun war angesichts der anhaltenden Erfolglosigkeit ab Juni 1990 entschlossen, sein Formel-1-Engagement so schnell wie möglich zu beenden. Da allerdings durch jedes ausgelassene Rennen eine Konventionalstrafe in Höhe von 250.000 Dollar fällig wurde, war es für Brun finanziell günstiger, den Rennbetrieb auf niedrigem Niveau bis zum Saisonende fortzusetzen. Brun selbst hatte jedenfalls ab Sommer 1990 mit der Formel 1 abgeschlossen: Seit dem Großen Preis von Großbritannien erschien er nicht mehr an den Rennstrecken. Vor den Überseerennen in Japan und Australien stellte EuroBrun den Rennbetrieb ein. Brun entsprach damit seiner eigenen Ankündigung vom März 1988. Nach eigenen Angaben zahlte er in den folgenden zehn Jahren die Schulden seines Formel-1-Abenteuers ab und war Anfang 2002 letztlich schuldenfrei.

## Zahlen und Daten

### Alle Fahrer von EuroBrun Racing in der Formel 1
| Name           | Jahr(e)    | Grands Prix | Punkte | Siege | Zweiter | Dritter | Poles | SR | bester WM-Rang |
| -------------- | ---------- | ----------- | ------ | ----- | ------- | ------- | ----- | -- | -------------- |
| Stefano Modena | 1988       | 10          | —      | —     | —       | —       | —     | —  | —              |
| Oscar Larrauri | 1988, 1989 | 8           | —      | —     | —       | —       | —     | —  | —              |
| Roberto Moreno | 1990       | 2           | —      | —     | —       | —       | —     | —  | —              |
| Gregor Foitek  | 1989       | —           | —      | —     | —       | —       | —     | —  | —              |
| Claudio Langes | 1990       | —           | —      | —     | —       | —       | —     | —  | —              |

### Statistik in der Formel 1
| Saison | Teamname        | Chassis                        | Motor       | Reifen | GP | Siege | Zweiter | Dritter | Poles | schn. Rennrunden | Punkte | WM-Rang |
| ------ | --------------- | ------------------------------ | ----------- | ------ | -- | ----- | ------- | ------- | ----- | ---------------- | ------ | ------- |
| 1988   | EuroBrun Racing | EuroBrun ER188                 | Ford DFZ V8 | G      | 12 | —     | —       | —       | —     | —                | —      | —       |
| 1989   | EuroBrun Racing | EuroBrun ER188B EuroBrun ER189 | Judd CV V8  | P      | —  | —     | —       | —       | —     | —                | —      | —       |
| 1990   | EuroBrun Racing | EuroBrun ER189B                | Judd CV V8  | P      | 2  | —     | —       | —       | —     | —                | —      | —       |
| Gesamt | Gesamt          | Gesamt                         | Gesamt      | Gesamt | 14 | —     | —       | —       | —     | —                | —      | —       |

### Ergebnisse in der Formel 1
| Saison | Fahrer         | Nr. | 1    | 2    | 3    | 4    | 5    | 6    | 7    | 8    | 9    | 10   | 11   | 12   | 13   | 14   | 15   | 16   | Punkte | Rang |
| ------ | -------------- | --- | ---- | ---- | ---- | ---- | ---- | ---- | ---- | ---- | ---- | ---- | ---- | ---- | ---- | ---- | ---- | ---- | ------ | ---- |
| 1988   |                |     |      |      |      |      |      |      |      |      |      |      |      |      |      |      |      |      | 0      | —    |
| 1988   | Oscar Larrauri | 32  | DNF  | DNQ  | DNF  | 13   | DNF  | DNF  | DNF  | DNQ  | 16   | DNQ  | DNPQ | DNPQ | DNPQ | DNQ  | DNQ  | DNF  | 0      | —    |
| 1988   | Stefano Modena | 33  | DNF  | NC   | DNPQ | DNPQ | 12   | DNF  | 14   | 12   | DNF  | 11   | DNQ  | DNQ  | DNQ  | 13   | DNQ  | DNF  | 0      | —    |
| 1989   |                |     |      |      |      |      |      |      |      |      |      |      |      |      |      |      |      |      | 0      | —    |
| 1989   | Gregor Foitek  | 33  | DNQ  | DNPQ | DNPQ | DNPQ | DNPQ | DNPQ | DNPQ | DNPQ | DNPQ | DNPQ | DNPQ |      |      |      |      |      | 0      | —    |
| 1989   | Oscar Larrauri | 33  |      |      |      |      |      |      |      |      |      |      |      | DNPQ | DNPQ | DNPQ | DNPQ | DNPQ | 0      | —    |
| 1990   |                |     |      |      |      |      |      |      |      |      |      |      |      |      |      |      |      |      | 0      | —    |
| 1990   | Roberto Moreno | 33  | 13   | DNPQ | DNF  | DNQ  | DNQ  | DNPQ | DNPQ | DNPQ | DNPQ | DNPQ | DNPQ | DNPQ | DNPQ | DNPQ |      |      | 0      | —    |
| 1990   | Claudio Langes | 34  | DNPQ | DNPQ | DNPQ | DNPQ | DNPQ | DNPQ | DNPQ | DNPQ | DNPQ | DNPQ | DNPQ | DNPQ | DNPQ | DNPQ |      |      | 0      | —    |

| Legende  | Legende            | Legende                                                          |
| Farbe    | Abkürzung          | Bedeutung                                                        |
| -------- | ------------------ | ---------------------------------------------------------------- |
| Gold     | –                  | Sieg                                                             |
| Silber   | –                  | 2. Platz                                                         |
| Bronze   | –                  | 3. Platz                                                         |
| Grün     | –                  | Platzierung in den Punkten                                       |
| Blau     | –                  | Klassifiziert außerhalb der Punkteränge                          |
| Violett  | DNF                | Rennen nicht beendet (did not finish)                            |
| Violett  | NC                 | nicht klassifiziert (not classified)                             |
| Rot      | DNQ                | nicht qualifiziert (did not qualify)                             |
| Rot      | DNPQ               | in Vorqualifikation gescheitert (did not pre-qualify)            |
| Schwarz  | DSQ                | disqualifiziert (disqualified)                                   |
| Weiß     | DNS                | nicht am Start (did not start)                                   |
| Weiß     | WD                 | zurückgezogen (withdrawn)                                        |
| Hellblau | PO                 | nur am Training teilgenommen (practiced only)                    |
| Hellblau | TD                 | Freitags-Testfahrer (test driver)                                |
| ohne     | DNP                | nicht am Training teilgenommen (did not practice)                |
| ohne     | INJ                | verletzt oder krank (injured)                                    |
| ohne     | EX                 | ausgeschlossen (excluded)                                        |
| ohne     | DNA                | nicht erschienen (did not arrive)                                |
| ohne     | C                  | Rennen abgesagt (cancelled)                                      |
| ohne     | keine WM-Teilnahme |                                                                  |
| sonstige | P/fett             | Pole-Position                                                    |
| sonstige | 1/2/3/4/5/6/7/8    | Punktplatzierung im Sprint-/Qualifikationsrennen                 |
| sonstige | SR/kursiv          | Schnellste Rennrunde                                             |
| sonstige | *                  | nicht im Ziel, aufgrund der zurückgelegten Distanz aber gewertet |
| sonstige | ()                 | Streichresultate                                                 |
| sonstige | unterstrichen      | Führender in der Gesamtwertung                                   |